# Jure Bogataj
Jure Bogataj (Kranj, 26 aprile 1985) è un ex saltatore con gli sci sloveno.

## Biografia
In Coppa del Mondo esordì il 10 gennaio 2004 a Liberec (33°); in carriera partecipò a un'edizione dei Campionati mondiali, Oberstdorf 2005, vincendo il bronzo come componente del quartetto sloveno nella gara a squadre dal trampolino normale.

## Palmarès

### Mondiali
- 1 medaglia:
  - 1 bronzo (gara a squadre dal trampolino normale a Oberstdorf 2005)

### Mondiali juniores
- 1 medaglia:
  - 1 argento (gara a squadre a Sollefteå 2003)

### Coppa del Mondo
- Miglior piazzamento in classifica generale: 39º nel 2005